# Jaguar XKSS

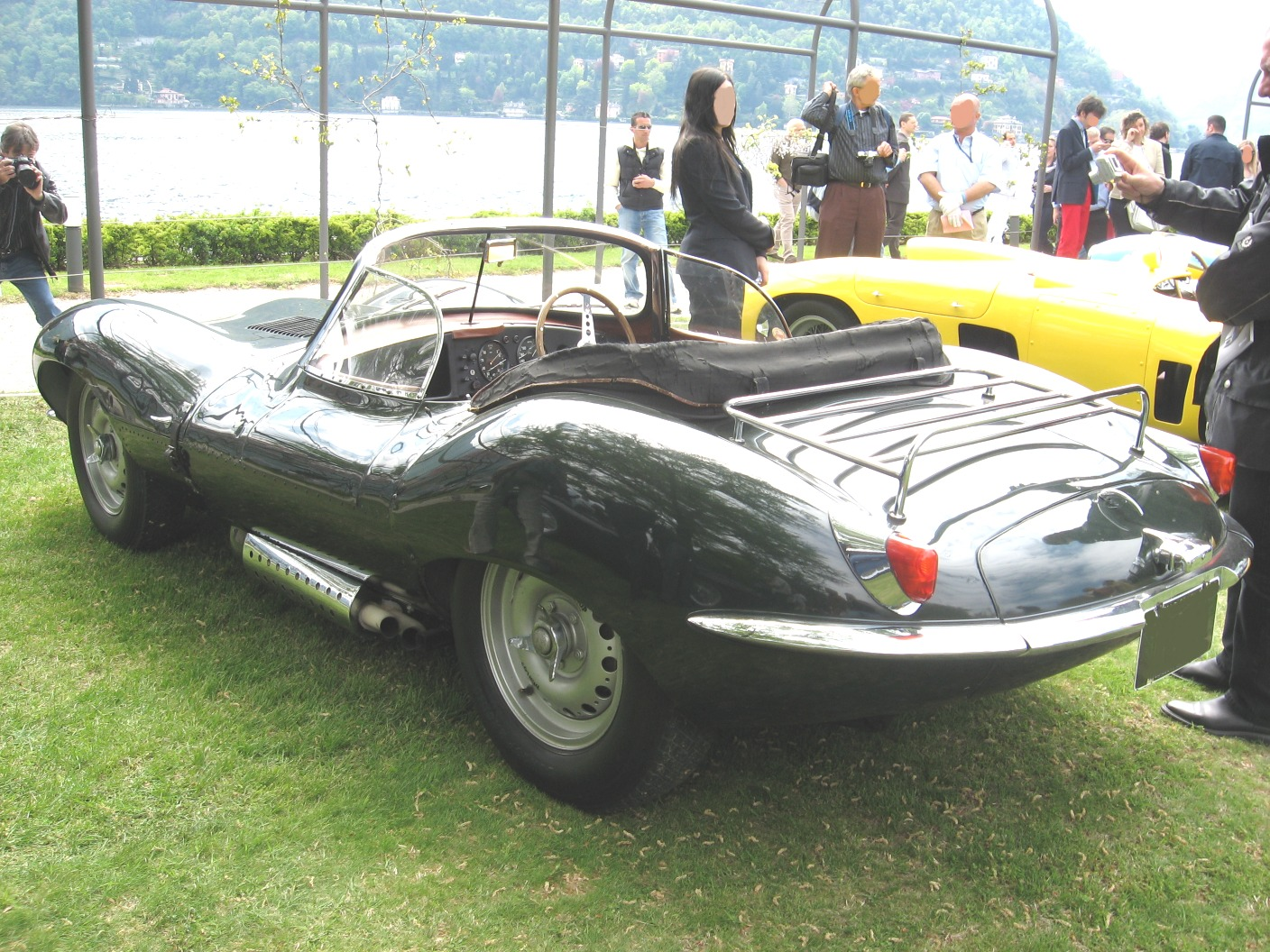
Vista posterior del XKSS.

El Jaguar XKSS es un automóvil deportivo que fue producido por el fabricante británico Jaguar Cars en 1957. El XKSS era la versión de carretera del Jaguar D-Type de carreras, y se desarrolló para dar salida a las existencias de este vehículo de competición.

## Historia
Tras la retirada de Jaguar de la International Sport Car Racing, un número de Jaguar D-Type completados y parcialmente completados se mantuvieron sin vender en la fábrica inglesa de Browns Lane. En 1956, Jaguar decidió modificar las unidades del D-Type que no fueron vendidas, para así poder venderlas como automóviles de carretera. Después de que Jaguar se retirase de las carreras, y tras haber producido 68 unidades del D-Type, un total de 25 se quedaron sin vender, y fueron convertidas en unos deportivos denominados "Jaguar XKSS", siendo realizadas algunas modificaciones estéticas, interiores y estructurales. Sin embargo, en la noche del 12 de febrero de 1957, un incendio en la planta de Browns Lane destruyó nueve de los veinticinco automóviles que ya se habían terminado o estaban casi terminados. El Jaguar XKSS fue presentado en el Salón del Automóvil de Nueva York de 1957.
La puesta a punto de su motor Jaguar XK6 (preparado para la competición), no fue modificada, y se adoptó una protección contra el agua. Sólo se hicieron cambios menores a la estructura del D-Type: la adición de una puerta lateral para el pasajero, la eliminación de la gran aleta detrás del asiento del conductor, y la eliminación de la separación entre los asientos del pasajero y el conductor. Además, se realizaron cambios por razones legales cosméticas y de confort: se añadió un parabrisas completamente ancho, rodeado con un marco de cromo; fueron añadidas unas ventanillas que no se podían abrir (también con marco de cromo) a ambas puertas del conductor y el pasajero; se añadió una capota de tela plegable para la protección del tiempo; se añadieron parachoques delantero y trasero cromados (un detalle estilístico que también fue instalado más tarde en el Jaguar E-Type); grupos de luces traseras iguales a las del Jaguar XK140 montados en la parte trasera; tiras delgadas de cromo añadidas al borde de los carenados de las luces frontales; y un portaequipajes en la parte trasera. En el interior del XKSS no había calefacción. En total fueron construidas 16 unidades del XKSS, siendo la mayoría vendidas en los Estados Unidos, antes de que el incendio de Browns Lane destruyese el resto de unidades.
En marzo de 2016, Jaguar anunció que completaría el pedido original de 25 unidades de 1957 construyendo, desde cero, los nueve coches restantes  destruidos por el incendio de la planta. Se espera que sean vendidos por más de 1 millón de libras.

## Especificaciones
| Ficha técnica          | Jaguar XKSS |
| Motor                  | 6 cilindros en línea DOHC, 12 válvulas (2 válvulas por cilindro).                                                       |
| Cilindrada             | 3.442 centímetros cúbicos.                                                                                              |
| Diámetro y carrera     | 83 mm x 106 mm. |
| Relación de compresión | 9.0:1 |
| Alimentación           | 3 carburadores Weber 45 DCM.                                                                                            |
| Potencia máxima        | 250 CV a 5.750 rpm. |
| Par máximo             | 325 Nm a 4.000 rpm. |
| Transmisión            | Caja de cambios manual de 4 velocidades.                                                                                |
| Suspensión             | Delantera independiente, con dobles triángulos, muelles por barra de torsión y amortiguadores telescópicos hidráulicos. |
| Frenos                 | Frenos de discos Dunlop en las 4 ruedas.                                                                                |
| Ruedas                 | Frontales: 40.6 x 14.0 cm / 16.0 x 5.5" Traseras: 40.6 x 16.5 cm / 16.0 x 6.5"                                          |
| Velocidad máxima       | 230 km/h (143 mph). |
| Aceleración            | 0 a 97 km/h (60 mph) en 5,5 segundos.                                                                                   |

## Trivialidades
El actor estadounidense Steve McQueen fue propietario de un Jaguar XKSS para su uso personal.